# Copa de la Liga de Escocia
La Copa de la Liga de Escocia (en inglés Scottish League Cup) es una competición de fútbol de Escocia en la que participan equipos de la Premiership, Primera, Segunda y Tercera división. El torneo se empezó a disputar desde 1947.

## Formato
La competición es similar a la de la propia Copa de Escocia, con el formato de eliminatorias directas, a un solo partido. Los equipos de la Tercera y Segunda División ingresan automáticamente a la primera ronda, mientras que los de la liga premier y la primera división, desde la tercera ronda.
La final es a partido único, y generalmente se disputa en el estadio Hampden Park en Glasgow. Al campeón se le otorga acceso para participar en rondas previas de la UEFA Europa League si no clasifica por otro medio a otra competición europea o a la misma.

## Nombres adoptados
Desde 1979 la Copa de la Liga se nombra con el nombre de su patrocinador.
- Bell's League Cup (1979 - 1981).
- Skol Copa (1984 - 1993).
- Copa Coca-Cola (1994 - 1998).
- Copa CIS Insurance (1999 - 2008).
- Co-operative Insurance Copa (2008 - 2011).
- Scottish Communities League Cup (2011 – presente).

## Palmarés

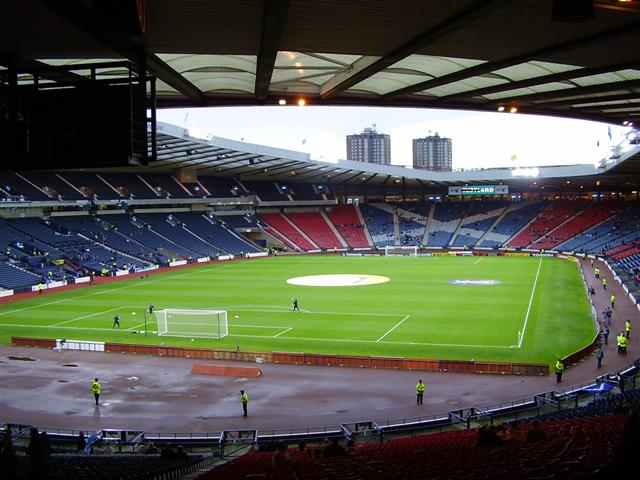
Estadio Hampden Park, en donde se disputa la final de la Copa de la liga.

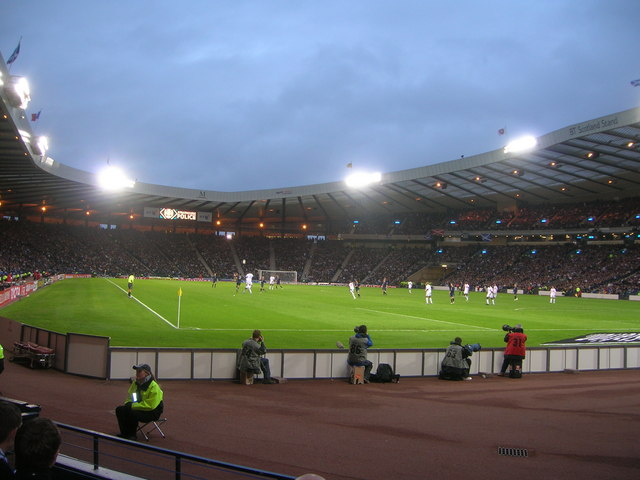
Estadio Hampden Park.

| Temporada | Campeón             | Resultado        | Finalista            | Sede de la final  |
| --------- | ------------------- | ---------------- | -------------------- | ----------------- |
| 1946-47   | Rangers             | 4 - 0            | Aberdeen             | Hampden Park      |
| 1947-48   | East Fife           | 0 - 0; 4 - 1     | Falkirk              | Hampden Park      |
| 1948-49   | Rangers             | 2 - 0            | Raith Rovers         | Hampden Park      |
| 1949-50   | East Fife           | 3 - 0            | Dunfermline Athletic | Hampden Park      |
| 1950-51   | Motherwell          | 3 - 0            | Hibernian            | Hampden Park      |
| 1951-52   | Dundee FC           | 3 - 2            | Rangers              | Hampden Park      |
| 1952-53   | Dundee FC           | 2 - 0            | Kilmarnock           | Hampden Park      |
| 1953-54   | East Fife           | 3 - 2            | Partick Thistle      | Hampden Park      |
| 1954-55   | Heart of Midlothian | 4 - 2            | Motherwell           | Hampden Park      |
| 1955-56   | Aberdeen            | 2 - 1            | Saint Mirren         | Hampden Park      |
| 1956-57   | Celtic              | 0 - 0; 3 - 0     | Partick Thistle      | Hampden Park      |
| 1957-58   | Celtic              | 7 - 1            | Rangers              | Hampden Park      |
| 1958-59   | Heart of Midlothian | 5 - 1            | Partick Thistle      | Hampden Park      |
| 1959-60   | Heart of Midlothian | 2 - 1            | Third Lanark         | Hampden Park      |
| 1960-61   | Rangers             | 2 - 0            | Kilmarnock           | Hampden Park      |
| 1961-62   | Rangers             | 1 - 1; 3 - 1     | Heart of Midlothian  | Hampden Park      |
| 1962-63   | Heart of Midlothian | 1 - 0            | Kilmarnock           | Hampden Park      |
| 1963-64   | Rangers             | 5 - 0            | Morton               | Hampden Park      |
| 1964-65   | Rangers             | 2 - 1            | Celtic               | Hampden Park      |
| 1965-66   | Celtic              | 2 - 1            | Rangers              | Hampden Park      |
| 1966-67   | Celtic              | 1 - 0            | Rangers              | Hampden Park      |
| 1967-68   | Celtic              | 5 - 3            | Dundee FC            | Hampden Park      |
| 1968-69   | Celtic              | 6 - 2            | Hibernian            | Hampden Park      |
| 1969-70   | Celtic              | 1 - 0            | St. Johnstone        | Hampden Park      |
| 1970-71   | Rangers             | 1 - 0            | Celtic               | Hampden Park      |
| 1971-72   | Partick Thistle     | 4 - 1            | Celtic               | Hampden Park      |
| 1972-73   | Hibernian           | 2 - 1            | Celtic               | Hampden Park      |
| 1973-74   | Dundee FC           | 1 - 0            | Celtic               | Hampden Park      |
| 1974-75   | Celtic              | 6 - 3            | Hibernian            | Hampden Park      |
| 1975-76   | Rangers             | 1 - 0            | Celtic               | Hampden Park      |
| 1976-77   | Aberdeen            | 2 - 1            | Celtic               | Hampden Park      |
| 1977-78   | Rangers             | 2 - 1            | Celtic               | Hampden Park      |
| 1978-79   | Rangers             | 2 - 1            | Aberdeen             | Hampden Park      |
| 1979-80   | Dundee United       | 0 - 0; 3 - 0     | Aberdeen             | Dens Park, Dundee |
| 1980-81   | Dundee United       | 3 - 0            | Dundee FC            | Dens Park, Dundee |
| 1981-82   | Rangers             | 2 - 1            | Dundee United        | Hampden Park      |
| 1982-83   | Celtic              | 2 - 1            | Rangers              | Hampden Park      |
| 1983-84   | Rangers             | 3 - 2            | Celtic               | Hampden Park      |
| 1984-85   | Rangers             | 1 - 0            | Dundee United        | Hampden Park      |
| 1985-86   | Aberdeen            | 3 - 0            | Hibernian            | Hampden Park      |
| 1986-87   | Rangers             | 2 - 1            | Celtic               | Hampden Park      |
| 1987-88   | Rangers             | 3 - 3 (5-3 pen.) | Aberdeen             | Hampden Park      |
| 1988-89   | Rangers             | 3 - 2            | Aberdeen             | Hampden Park      |
| 1989-90   | Aberdeen            | 2 - 1            | Rangers              | Hampden Park      |
| 1990-91   | Rangers             | 2 - 1            | Celtic               | Hampden Park      |
| 1991-92   | Hibernian           | 2 - 0            | Dunfermline Athletic | Hampden Park      |
| 1992-93   | Rangers             | 2 - 1            | Aberdeen             | Hampden Park      |
| 1993-94   | Rangers             | 2 - 1            | Hibernian            | Celtic Park       |
| 1994-95   | Raith Rovers        | 2 - 2 (6-5 pen.) | Celtic               | Ibrox Stadium     |
| 1995-96   | Aberdeen            | 2 - 0            | Dundee FC            | Hampden Park      |
| 1996-97   | Rangers             | 4 - 3            | Heart of Midlothian  | Celtic Park       |
| 1997-98   | Celtic              | 3 - 0            | Dundee United        | Ibrox Stadium     |
| 1998-99   | Rangers             | 2 - 1            | St. Johnstone        | Celtic Park       |
| 1999-00   | Celtic              | 2 - 0            | Aberdeen             | Hampden Park      |
| 2000-01   | Celtic              | 3 - 0            | Kilmarnock           | Hampden Park      |
| 2001-02   | Rangers             | 4 - 0            | Ayr United           | Hampden Park      |
| 2002-03   | Rangers             | 2 - 1            | Celtic               | Hampden Park      |
| 2003-04   | Livingston          | 2 - 0            | Hibernian            | Hampden Park      |
| 2004-05   | Rangers             | 5 - 1            | Motherwell           | Hampden Park      |
| 2005-06   | Celtic              | 3 - 0            | Dunfermline Athletic | Hampden Park      |
| 2006-07   | Hibernian           | 5 - 1            | Kilmarnock           | Hampden Park      |
| 2007-08   | Rangers             | 2 - 2 (3-2 p.)   | Dundee United        | Hampden Park      |
| 2008-09   | Celtic              | 2 - 0            | Rangers              | Hampden Park      |
| 2009-10   | Rangers             | 1 - 0            | St. Mirren           | Hampden Park      |
| 2010-11   | Rangers             | 2 - 1            | Celtic               | Hampden Park      |
| 2011-12   | Kilmarnock          | 1 - 0            | Celtic               | Hampden Park      |
| 2012-13   | St. Mirren          | 3 - 2            | Heart of Midlothian  | Hampden Park      |
| 2013-14   | Aberdeen            | 0 - 0 (4-2 p.)   | Inverness            | Celtic Park       |
| 2014-15   | Celtic              | 2 - 0            | Dundee United        | Hampden Park      |
| 2015-16   | Ross County         | 2 - 1            | Hibernian            | Hampden Park      |
| 2016-17   | Celtic              | 3 - 0            | Aberdeen             | Hampden Park      |
| 2017-18   | Celtic              | 2 - 0            | Motherwell           | Hampden Park      |
| 2018-19   | Celtic              | 1 - 0            | Aberdeen             | Hampden Park      |
| 2019-20   | Celtic              | 1 - 0            | Rangers              | Hampden Park      |
| 2020-21   | St. Johnstone       | 1 - 0            | Livingston           | Hampden Park      |
| 2021-22   | Celtic              | 2 - 1            | Hibernian            | Hampden Park      |
| 2022-23   | Celtic              | 2 - 1            | Rangers              | Hampden Park      |
| 2023-24   | Rangers             | 1 - 0            | Aberdeen             | Hampden Park      |
| 2024-25   | Celtic              | 3 - 3 (5-4 p.)   | Rangers              | Hampden Park      |

## Títulos por club
| Club                 | Títulos | Subtítulos | Años campeón |
| -------------------- | ------- | ---------- | --- |
| Rangers              | 28      | 10         | 1947, 1949, 1961, 1962, 1964, 1965, 1971, 1976, 1978, 1979, 1982, 1984, 1985, 1987, 1988, 1989, 1991, 1993, 1994, 1997, 1999, 2002, 2003, 2005, 2008, 2010, 2011, 2024. |
| Celtic               | 22      | 15         | 1957, 1958, 1966, 1967, 1968, 1969, 1970, 1975, 1983, 1998, 2000, 2001, 2006, 2009, 2015, 2017, 2018, 2019, 2020, 2022, 2023, 2025.                                     |
| Aberdeen             | 6       | 10         | 1956, 1977, 1986, 1990, 1996, 2014. |
| Heart of Midlothian  | 4       | 3          | 1955, 1959, 1960, 1963. |
| Hibernian            | 3       | 8          | 1973, 1992, 2007. |
| Dundee               | 3       | 3          | 1952, 1953, 1974. |
| East Fife            | 3       | -          | 1948, 1950, 1954. |
| Dundee United        | 2       | 5          | 1980, 1981. |
| Kilmarnock           | 1       | 5          | 2012 |
| Partick Thistle      | 1       | 3          | 1972 |
| Motherwell           | 1       | 3          | 1951 |
| St. Johnstone        | 1       | 2          | 2021 |
| St. Mirren           | 1       | 2          | 2013 |
| Livingston           | 1       | 1          | 2004 |
| Raith Rovers         | 1       | 1          | 1995 |
| Ross County          | 1       | -          | 2016 |
| Dunfermline Athletic | -       | 3          | - |
| Ayr United           | -       | 1          | - |
| Falkirk              | -       | 1          | - |
| Morton               | -       | 1          | - |
| Third Lanark †       | -       | 1          | - |
| Inverness            | -       | 1          | - |

- † Equipo desaparecido.